# (32473) 2000 SG210
2000 SG210 (asteroide 32473) é um asteroide da cintura principal. Possui uma excentricidade de 0.10083250 e uma inclinação de 9.69583º.
Este asteroide foi descoberto no dia 25 de setembro de 2000 por LINEAR em Socorro.